# Nelone praxithea
Nelone praxithea är en fjärilsart som beskrevs av Jean Baptiste Boisduval 1870. Nelone praxithea ingår i släktet Nelone och familjen Riodinidae. Inga underarter finns listade i Catalogue of Life.